# Объекты культурного наследия федерального значения Гатчины
Объект культурного наследия России (памятники истории и культуры) федерального (общероссийского) значения на территории города Гатчина.

## Дворцовый парк
| Название                                                       | Период строительства            | Краткое описание | Изображение | Код памятника |
| -------------------------------------------------------------- | ------------------------------- | --- | ----------- | ------------- |
| Адмиралтейские ворота                                          | 1794—1796                       | Ворота в виде триумфальной арки. Архитектор Винченцо Бренна |             | 4710204007    |
| Адмиралтейство                                                 | предположительно, начало 1790-х | Руины деревянного строения, уничтоженного пожаром 19 июля 1993 года |             | 4710204001    |
| Амфитеатр                                                      | 1790-е годы                     | Земляной вал высотой около 3,5 метров и диаметром около 65 метров, внутри которого находится круглая арена. Архитектор Николай Александрович Львов                                                                      |             | 4710204002    |
| Берёзовые ворота                                               | 1795—1798 годы                  | Каменные ворота, служащие восточным входом в Дворцовый парк. Архитектор Винченцо Бренна |             | 4710204008    |
| Берёзовый домик и портал «Маска»                               | 1780-е годы                     | Павильон «Берёзовый домик» |             | 4710204038    |
| Берёзовый домик и портал «Маска»                               | 1780-е годы                     | Портал «Маска» | 4710204049  |               |
| Терраса-пристань                                               | 1792—1795 годы                  | Большая терраса на Длинном острове. Архитектор Винченцо Бренна |             | 4710204074    |
| Большой Гатчинский дворец                                      | 1766—1781 годы                  | Дворец в стиле классицизма, построенный для фаворита Екатерины II графа Орлова. Строительство длилось с 30 мая 1766 по 1781 год. Архитектор Антонио Ринальди.                                                           |             | 4710204013    |
| Ботанический сад                                               | 1793—1798 годы                  | Верхний Ботанический сад с цветочной горкой, лестницей и прудом восьмигранной формы |             | 4710204053    |
| Ботанический сад                                               | 1793—1798 годы                  | Нижний Ботанический с лестницами и круглым прудом |             | 4710204054    |
| Верхний Голландский сад                                        | 1794—1795 годы                  | Один из трёх регулярных садов |             | 4710204055    |
| Верхний Голландский сад                                        | 1794—1795 годы                  | Статуя Афины |             | 4710204056    |
| Нижний Голландский сад                                         | XVIII век                       | Один из трёх регулярных садов |             | 4710204057    |
| Нижний Голландский сад                                         | XVIII век                       | Статуя «Амазонка» |             | 4710204058    |
| Нижний Голландский сад                                         | XVIII век                       | Статуя «Молодой Марс» |             | 4710204059    |
| Собственный сад                                                | 1794—1797 годы                  | Один из трёх регулярных садов, в центре круглой площадки, образованной сходящимися аллеями, находится статуя Флоры. Сад украшен также десятью гермами, двумя мраморными вазами и мраморной головой Геры на балконе сада |             | 4710204061    |
| Собственный сад                                                | 1794—1797 годы                  | Ограда «Собственного сада» |             | 4710204066    |
| Собственный сад                                                | 1794—1797 годы                  | Статуя Флоры |             | 4710204068    |
| Собственный сад                                                | 1794—1797 годы                  | Гермы |             | 4710204064    |
| Собственный сад                                                | 1794—1797 годы                  | Две мраморные вазы |             | 4710204063    |
| Собственный сад                                                | 1794—1797 годы                  | Голова Геры |             | 4710204065    |
| Собственный сад                                                | 1794—1797 годы                  | Два бюста римских императоров |             | 4710204062    |
| Собственный сад                                                | 1794—1797 годы                  | Статуи «Крылатый сфинкс» |             | 4710204067    |
| Липовый сад                                                    | 1794-1798 годы                  | |             | 4710204060    |
| Водный лабиринт                                                |                                 | Территория размером 2 га, включающая четыре островка и систему каналов с мостами |             | 4710204006    |
| Восьмигранный колодец                                          |                                 | Колодец в гранитной оправе, автором которой считается Антонио Ринальди |             | 4710204015    |
| Горбатый мост                                                  | 1800 год                        | Мост, связывающий между собой два острова Белого озера. Архитектор Андреян Дмитриевич Захаров |             | 4710204017    |
| Грот «Эхо»                                                     | 1770-е                          | Сделанный ещё при графе Орлове подземный выход к Серебряному озеру, обладающий уникальной акустикой |             | 4710204012    |
| Большие железные ворота                                        | ?—1787 годы                     | |             | 4710204009    |
| Карпин пруд                                                    |                                 | |             | 4710204051    |
| Карпин мост                                                    | конец XVIII века                | Мост через искусственный каскад на Карпином пруду. Архитектор Винченцо Бренна |             | 4710204020    |
| Терраса-балкон                                                 | 1792 год                        | Терраса у Карпина пруда |             | 4710204036    |
| Каскад со шлюзом                                               | 1797—1799 годы                  | Архитектор Николай Александрович Львов |             | 4710204022    |
| Колонна Орла                                                   | 1770 год                        | Колонна на четырёхгранном пьедестале, вершину украшает мраморная фигура орла. Архитектор Антонио Ринальди |             | 4710204016    |
| Лесная оранжерея                                               | 1794—1796 годы                  | Здание оранжереи, предназначенное для выращивания фруктов. Архитектор Винченцо Бренна |             | 4710204031    |
| Малый каменный мост на Круговой дороге                         | 1790-е годы                     | Не сохранившийся мост на Круговой дороге. Был разрушен во время войны. Архитектор Винченцо Бренна |             | 4710204019    |
| Остров Любви                                                   | 1792—1793 годы                  | Регулярный сад, разбитый на искусственном острове Белого озера. Архитектор Винченцо Бренна |             | 4710204032    |
| Остров Любви                                                   | 1792—1793 годы                  | Павильон Венеры |             | 4710204033    |
| Павильон Орла (Темпль)                                         | 1792 год                        | Павильон на одном из островов Белого озера, построен в виде круглого храма. Архитектор Винченцо Бренна (предположительно).                                                                                              |             | 4710204037    |
| Памятник Павлу I                                               | 1850—1851 годы                  | Памятник Павлу I на плацу перед Большим Гатчинским дворцом. Скульптор Иван Петрович Витали |             | 4710204039    |
| Плоский мост                                                   | 1790-е годы                     | Тридцатиметровый трёхарочный мост, соединявший придворцовую часть с Длинным островом. Не сохранился. |             | 4710204021    |
| Паромные пристани на Белом озере                               | 1790-е годы                     | |             | 4710204050    |
| Большой Каменный (трехарочный) мост                            | 1790-е годы                     | Большой трёхарочный мост, соединявший Захаров остров и Круговую дорогу. Был взорван во время войны, не восстановлен. Архитектор Винченцо Бренна (предположительно).                                                     |             | 4710204018    |
| Чесменский обелиск                                             | Середина 1770-х                 | Обелиск в честь победы над турками в Чесменской битве. Архитектор Антонио Ринальди |             | 4710204076    |
| Холодная ванна                                                 | 1799—1800 годы                  | Сооружение у впадения речки Колпанки в Белое озеро. |             | 4710204075    |
| Статуя «Бдительность»                                          | XVIII век                       | |             | 4710204069    |
| Статуя «Мудрость» («Справедливость»)                           | XVIII век                       | |             | 4710204070    |
| Статуя «Война»                                                 | XVIII век                       | |             | 4710204071    |
| Статуя «Мир»                                                   | XVIII век                       | |             | 4710204072    |
| Бастионная стена (с двумя бастионами, рвом и четырьмя мостами) | 1796-1797 годы                  | |             | 4710204073    |
| Колодец «Иордань»                                              | 1880-е годы                     | |             | 4710204077    |
| Глухие и Каскадские ворота                                     |                                 | Глухие ворота |             | 4710204010    |
| Глухие и Каскадские ворота                                     | Каскадские ворота с оградой     | |             | 4710204010    |

## Парк Сильвия
| Название                                                                                                | Период строительства | Краткое описание                                                   | Изображение | Код памятника |
| --- | -------------------- | ------------------------------------------------------------------ | ----------- | ------------- |
| Сильвия                                                                                                 |                      | Регулярный парк, находящийся в левобережной части Дворцового парка |             | 4710204041    |
| Сильвийские ворота                                                                                      | 1792—1794 годы       | Ворота в парк. Архитектор Винченцо Бренна                          |             | 4710204042    |
| Ферма                                                                                                   |                      |                                                                    |             | 4710204043    |
| Чёрные ворота                                                                                           | 1880-е               |                                                                    |             | 4710204048    |
| Птичник                                                                                                 | 1798—1801 годы       |                                                                    |             | 4710204052    |
| Памятное место, где в 1942 году немецко-фашистскими оккупантами были расстреляны 25 героев-комсомольцев |                      | Мемориальная доска на братской могиле с именами 25 расстрелянных   |             | 4700000209    |

## Парк Зверинец
| Название                | Период строительства | Краткое описание                                                | Изображение | Код памятника |
| ----------------------- | -------------------- | --------------------------------------------------------------- | ----------- | ------------- |
| Парк Зверинец           |                      | Пейзажный парк, примыкающий к северной границе Дворцового парка |             | 4710205000    |
| Деревянный мост         |                      | Не сохранился                                                   |             | 4710205001    |
| Каменный (Царицын) мост |                      | Не сохранился                                                   |             | 4710205002    |
| Железные мосты XIX века |                      | Пильный, Северный, Матюшкин и др.                               |             | 4710205003    |

## Приоратский парк
| Название           | Период строительства | Краткое описание                                                | Изображение | Код памятника |
| ------------------ | -------------------- | --------------------------------------------------------------- | ----------- | ------------- |
| Приоратский парк   | 1798—1801 годы       |                                                                 |             | 4710217004    |
| Приоратский дворец | 1797—1799 годы       |                                                                 |             | 4710217001    |
| Чёрное озеро       |                      |                                                                 |             | 4710217002    |
| Филькино озеро     | 1798—1799 годы       | Искусственное озеро, расположенное в глубине Приоратского парка |             | 4710217003    |

## Проспект 25 Октября
| Название                                                  | Период строительства | Краткое описание                  | Изображение | Код памятника         |
| --------------------------------------------------------- | -------------------- | --------------------------------- | ----------- | --------------------- |
| Адмиралтейский мост (Каменный мост, Мост с кордегардиями) | 1792—1794 годы       |                                   |             | 4710211000 4710211002 |
| Сиротский институт                                        | 1824—1828 годы       | Здание Сиротского института       |             | 4710073000            |
| Церковь Святого Николая                                   | 1827—1828 годы       |                                   |             | 4710213000            |
| Площадь Коннетабль                                        | 1793 год             | Площадь с бастионами и парапетами |             | 4710214002            |
| Площадь Коннетабль                                        | 1793 год             | Обелиск                           |             | 4710214001            |
| Верстовые столбы                                          | 1795—1797 годы       |                                   |             | 4710212000            |
| Ингербургские ворота                                      | 1831—1832 годы       |                                   |             | 4710216000            |
| Смоленские ворота                                         | 1831—1832 годы       |                                   |             | 4710215000            |

## Центр
| Название                       | Период строительства | Краткое описание                                    | Изображение | Код памятника |
| ------------------------------ | -------------------- | --------------------------------------------------- | ----------- | ------------- |
| Покровский собор               | 1904—1914 годы       | Православный храм на Красной улице, д. 1            |             | 4710207000    |
| Съезжий дом                    | 1852—1855 годы       | Бывшая пожарная часть на Красной улице, д. 5        |             | 4710208000    |
| Ансамбль госпитального городка | XVIII—XIX века       | Ансамбль на территории бывшего больничного городка: |             | 4710203000    |
| Ансамбль госпитального городка | XVIII—XIX века       | Богадельня                                          |             | 4710203002    |
| Ансамбль госпитального городка | XVIII—XIX века       | Баня с прачечной                                    |             | 4710203001    |
| Ансамбль госпитального городка | XVIII—XIX века       | Госпиталь                                           |             | 4710203003    |
| Ансамбль госпитального городка | XVIII—XIX века       | Дом Е. Чеблокова и М. Кусовникова                   |             | 4710203004    |
| Ансамбль госпитального городка | XVIII—XIX века       | Два жилых дома (10,12)                              |             | 4710203005    |
| Ансамбль госпитального городка | XVIII—XIX века       | Погреб с кладовыми                                  |             | 4710203006    |
| Ансамбль госпитального городка | XVIII—XIX века       | Сад за зданием богадельни                           |             | 4710203007    |
| Ансамбль госпитального городка | XVIII—XIX века       | Сад при госпитале                                   |             | 4710203008    |
| Ансамбль госпитального городка | XVIII—XIX века       | Сквер перед богадельней                             |             | 4710203009    |
| Ансамбль госпитального городка | XVIII—XIX века       | Госпитальные службы                                 |             | 4710203010    |
| Музей-усадьба П. Е. Щербова    | 1911 год             | Улица Чехова, 4                                     |             | 4700306000    |
| Собор Святого Апостола Павла   | 1846—1852 годы       | Соборная улица, 26                                  |             | 4710218000    |
| Суконная фабрика               | 1794—1796 годы       | улица Достоевского, 2                               |             | 4710074000    |
| Гатчинское реальное училище    | 1899—1900 годы       | Главное здание                                      |             | 4700000198    |
| Гатчинское реальное училище    | 1899—1900 годы       | Служебный флигель                                   |             | 4700000197    |

## Новое кладбище
| Название       | Период строительства | Краткое описание     | Изображение | Код памятника |
| -------------- | --- | -------------------- | ----------- | ------------- |
| Новое кладбище | | Могила П. Е. Щербова |             | 4700320000    |
| Новое кладбище | Могила Л. Ф. Шперера |                      | 4700319000  |               |
| Новое кладбище | Могила А. А. Павловича |                      | 4700841000  |               |
| Новое кладбище | Могила М. М. Панкова |                      | 4700842000  |               |
| Новое кладбище | Могила А. Е. Погорельцева |                      | 4700843000  |               |
| Новое кладбище | Могила Ф. С. Скоблика |                      | 4700844000  |               |
| Новое кладбище | Братское кладбище красногвардейцев, красноармейцев и советских воинов, погибших в годы Гражданской и Великой Отечественной войн, и где похоронен Герой Советского Союза А. И. Перегудов |                      | 4700840000  |               |
| Новое кладбище | Могила Е. К. Альбрехта |                      | 4700309000  |               |
| Новое кладбище | Могила П. А. Дзена |                      | 4700311000  |               |
| Новое кладбище | Могила Н. А. Евдокимова |                      | 4700312000  |               |
| Новое кладбище | Могила Ф. Ф. Рокка |                      | 4700314000  |               |
| Новое кладбище | Могила А. П. Сойту |                      | 4700315000  |               |
| Новое кладбище | Могила И. С. Соколова-Микитова |                      | 4700316000  |               |
| Новое кладбище | Могила Р. Ф. Френца |                      | 4700317000  |               |
| Новое кладбище | Могила Б. Г. Чухновского |                      | 4700318000  |               |
| Новое кладбище | Могила А. К. Беггрова |                      | 4710076000  |               |
| Новое кладбище | Могила Ф. Ф. Лендера |                      | 4700000210  |               |

## Екатеринвердер
| Название                                                | Период строительства     | Краткое описание            | Изображение | Код памятника |
| ------------------------------------------------------- | ------------------------ | --------------------------- | ----------- | ------------- |
| Дворцовые конюшни                                       |                          | Красноармейский проспект, 2 |             | 4710209000    |
| Большие дворцовые оранжереи и дом оранжерейного мастера |                          | Большие дворцовые оранжереи |             | 4710204026    |
| Большие дворцовые оранжереи и дом оранжерейного мастера | Дом оранжерейного мастер |                             | 4710204027  |               |
| Екатеринвердерская башня                                |                          | Красноармейский проспект, 3 |             | 4710204003    |
| Круглая рига                                            |                          | Киевское шоссе, 2           |             | 4710206000    |

## Мариенбург
| Название                              | Период строительства | Краткое описание                                | Изображение | Код памятника |
| ------------------------------------- | -------------------- | ----------------------------------------------- | ----------- | ------------- |
| Ансамбль жилых домов Егерской слободы | 1857—1860 годы       | Жилой дом (улица Комсомольцев-Подпольщиков, 1)  |             | 4730006001    |
| Ансамбль жилых домов Егерской слободы | 1857—1860 годы       | Жилой дом (улица Комсомольцев-Подпольщиков, 3)  |             | 4730006002    |
| Ансамбль жилых домов Егерской слободы | 1857—1860 годы       | Жилой дом (улица Комсомольцев-Подпольщиков, 5)  |             | 4700000217    |
| Ансамбль жилых домов Егерской слободы | 1857—1860 годы       | Жилой дом (улица Комсомольцев-Подпольщиков, 7)  |             | 4700000218    |
| Ансамбль жилых домов Егерской слободы | 1857—1860 годы       | Жилой дом (улица Комсомольцев-Подпольщиков, 9)  |             | 4700000219    |
| Ансамбль жилых домов Егерской слободы | 1857—1860 годы       | Жилой дом (улица Комсомольцев-Подпольщиков, 11) |             | 4700000220    |
| Ансамбль жилых домов Егерской слободы | 1857—1860 годы       | Жилой дом (улица Комсомольцев-Подпольщиков, 13) |             | 4700000221    |
| Ансамбль жилых домов Егерской слободы | 1857—1860 годы       | Жилой дом (улица Комсомольцев-Подпольщиков, 15) |             | 4700000222    |
| Ансамбль жилых домов Егерской слободы | 1857—1860 годы       | Жилой дом (улица Комсомольцев-Подпольщиков, 17) |             | 4700000223    |
| Ансамбль жилых домов Егерской слободы | 1857—1860 годы       | Жилой дом (улица Комсомольцев-Подпольщиков, 19) |             | 4700000224    |
| Ансамбль жилых домов Егерской слободы | 1857—1860 годы       | Жилой дом (улица Комсомольцев-Подпольщиков, 21) |             | 4700000225    |
| Ансамбль жилых домов Егерской слободы | 1857—1860 годы       | Жилой дом (улица Комсомольцев-Подпольщиков, 23) |             | 4700000226    |
| Ансамбль жилых домов Егерской слободы | 1857—1860 годы       | Жилой дом (улица Комсомольцев-Подпольщиков, 25) |             | 4700000234    |
| Ансамбль жилых домов Егерской слободы | 1857—1860 годы       | Жилой дом (улица Комсомольцев-Подпольщиков, 27) |             | 4700000227    |
| Ансамбль жилых домов Егерской слободы | 1857—1860 годы       | Жилой дом (улица Комсомольцев-Подпольщиков, 29) |             | 4700000228    |
| Ансамбль жилых домов Егерской слободы | 1857—1860 годы       | Жилой дом (улица Комсомольцев-Подпольщиков, 31) |             | 4700000229    |
| Ансамбль жилых домов Егерской слободы | 1857—1860 годы       | Жилой дом (улица Комсомольцев-Подпольщиков, 33) |             | 4700000230    |
| Ансамбль жилых домов Егерской слободы | 1857—1860 годы       | Жилой дом (улица Комсомольцев-Подпольщиков, 35) |             | 4700000231    |
| Ансамбль жилых домов Егерской слободы | 1857—1860 годы       | Жилой дом (улица Комсомольцев-Подпольщиков, 37) |             | 4700000232    |
| Ансамбль жилых домов Егерской слободы | 1857—1860 годы       | Жилой дом (улица Комсомольцев-Подпольщиков, 39) |             | 4700000233    |
| Ансамбль жилых домов Егерской слободы | 1857—1860 годы       | Жилой дом (улица Комсомольцев-Подпольщиков, 41) |             | 4700000235    |
| Церковь Покрова Пресвятой Богородицы  | 1886—1888 годы       | Круговая улица, 7                               |             | 4710210000    |
| Жилой дом                             |                      | Улица Рысева, 47                                |             | 4700000236    |

## Колпанская кирха
| Название         | Период строительства | Краткое описание     | Изображение | Код памятника |
| ---------------- | -------------------- | -------------------- | ----------- | ------------- |
| Колпанская кирха | 1800 год             | Центральная улица, 1 |             | 4710219000    |